# Eyralpenus diplosticha
Eyralpenus diplosticha là một loài bướm đêm thuộc phân họ Arctiinae, họ Erebidae.